# Hipposideros lamottei
Hipposideros lamottei је сисар из реда слепих мишева.

## Угроженост
Ова врста је крајње угрожена и у великој опасности од изумирања.

## Распрострањење
Ареал врсте покрива само једну државу. 
Врста је присутна у Гвинеји.

## Станиште
Станишта врсте су шуме и саване. 
Врста је по висини распрострањена од 500 до 1400 метара надморске висине.